# Melitoma nudicauda
Melitoma nudicauda är en biart som beskrevs av Cockerell 1949. Melitoma nudicauda ingår i släktet Melitoma och familjen långtungebin. Inga underarter finns listade i Catalogue of Life.